# Sternycha
Sternycha es un género de escarabajos longicornios de la subfamilia Lamiinae. Fue descrito por Dillon y Dillon en 1945.

## Especies
- Sternycha approximata Dillon y Dillon, 1945
- Sternycha clivosa Martins y Galileo, 1990
- Sternycha diasi Martins y Galileo, 1990
- Sternycha ecuatoriana Martins y Galileo, 2007
- Sternycha panamensis Martins y Galileo, 1999
- Sternycha paupera (Bates, 1885)
- Sternycha sternalis Dillon y Dillon, 1945